# Pomorska knjižica
Pomorska knjižica (Matrikula) isprava je koja služi za identifikaciju pomorca i evidentiranje plovidbene službe u međunarodnoj plovidbi. 
Izdaje se osobi koja je navršila 16 godina života i koja je tjelesno i duševno zdrava i sposobna za obavljanje određenih poslova na pomorskom objektu sukladnom posebnom propisu o utvrđivanju uvjeta zdravstvene sposobnosti pomoraca.
Zahtjev za izdavanje pomorske knjižice podnosi se nadležnoj lučkoj kapetaniji prema prebivalištu podnositelja zahtjeva.
Za hrvatske državljana s prebivalištem izvan Hrvatske, stranog državljanina ili osobu bez državljanstva, za izdavanje pomorske knjižice i brodarske knjižice nadležna je ona lučka kapetanija koja zaprimi zahtjev za izdavanje pomorske knjižice ili brodarske knjižice.
Uz zahtjev za izdavanje pomorske knjižice podnositelj zahtjeva prilaže: 
- osobnu iskaznicu ili drugu ispravu iz koje se može utvrditi identitet i državljanstvo podnositelja zahtjeva
- svjedodžbu o zdravstvenoj sposobnosti koju je izdao ovlašteni liječnik medicine rada[1]
- dvije fotografije koje vjerno prikazuju podnositelja zahtjeva (format 3 × 3,5 cm)

Uz zahtjev za izdavanje pomorske knjižice prilaže se dokaz o uplaćenoj naknadi za odgovarajuću ispravu. Zahtjev i podatke o uplati možete zatražiti u lučkoj kapetaniji. 
Strani državljanin ili osoba bez državljanstva, koja se ne ukrcava na pomorski objekt hrvatske državne pripadnosti, dužna je priložiti i potvrdu o prebivalištu u Hrvatskoj ili potvrdu da su joj u Hrvatskoj odobrene mjere privremene zaštite.
Pomorske knjižice izdaju se u lučkoj kapetaniji s rokom valjanosti 10 godina. 

## Poveznice
- Obrazovanje u pomorstvu